# Willi Lindhorst
Willi Lindhorst (* 10. August 1941 in Quakenbrück) ist ein deutscher Politiker (CDU), Oberregierungsrat a. D. und ehemaliger Abgeordneter im Niedersächsischen Landtag.

## Leben
Lindhorst besuchte die Volksschule und Mittelschule sowie das Artland-Gymnasium in Quakenbrück. Nach dem Abitur ging er für drei Jahre zur Bundeswehr und stieg als Reservist bis zum Major der Reserve auf. Nach seiner Bundeswehrzeit begann er ein Studium der Volkswirtschaft, der Geschichte und der Politischen Wissenschaften an der Freien Universität Berlin, das er 1970 als Diplom-Politologe abschloss. Er war wissenschaftlicher Assistent in der CDU-Bürgerschaftsfraktion Hamburg von 1970 bis 1971 und von 1971 bis 1974 in der niedersächsischen CDU-Landtagsfraktion. Seit 1975 war Lindhorst Beamter in der Niedersächsischen Versorgungsverwaltung. 1978 erfolgte ein Laufbahnwechsel vom höheren Sozialdienst in den höheren allgemeinen Verwaltungsdienst. Dieses Dienstverhältnis ruhte jedoch seit der Wahl in den Landtag 1978. Er war Mitglied des Verwaltungsrates der Kreissparkasse Hannover und Mitglied des Kuratoriums des DRK-Clementinen-Krankenhauses Hannover. Lindhorst ist verheiratet, lebt in Seelze und hat zwei Kinder.

## Politik
Lindhorst ist Mitglied der CDU seit 1963 und war Mitglied der Jungen Union von 1963 bis 1976. Mitglied der CDU-Sozialausschüsse ist er seit 1971. Von 1972 bis 1978 war er Ratsherr und Beigeordneter von Hemmingen-Westerfeld bzw. der Stadt Hemmingen. Seit 1981 war er Kreistagsabgeordneter des Landkreises Hannover und von 1974 bis 1978 Mitglied der Verbandsversammlung und im Verbandsausschuss des Großraumverbandes Hannover. Er war Mitglied des Niedersächsischen Landtages der 9. bis zur 14. Wahlperiode vom 21. Juni 1978 bis 2003. Er war von 1988 bis 1990 stellvertretender Vorsitzender der CDU-Landtagsfraktion und Vorsitzender des Ausschusses für Sozial- und Gesundheitswesen von 1990 bis 1994.